# Gott der Herr ist Sonn und Schild, BWV 79

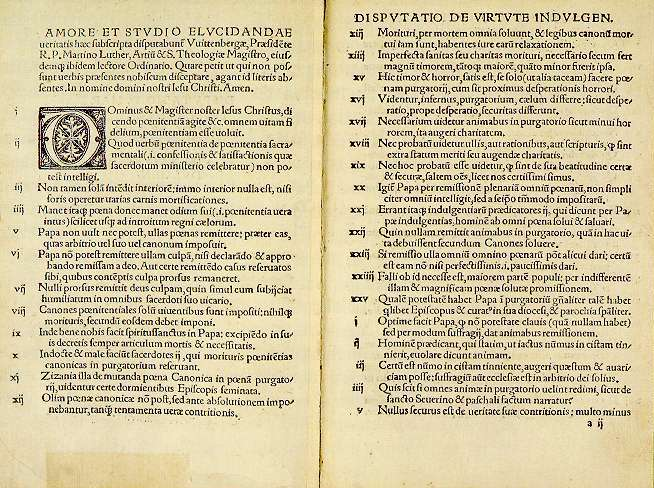
95 Teses de Martinho Lutero, que deram início a Reforma Protestante

Johann Sebastian Bach compôs a cantata Gott der Herr ist Sonn und Schild (Deus o Senhor é sol e escudo), BWV 79, em Leipzig em 1725, seu terceiro ano como Thomaskantor, no Dia da Reforma, e liderou a primeira apresentação em 31 de outubro de 1725.
O texto foi escrito por um poeta desconhecido, que não se referiu às leituras prescritas para o dia. Bach começou o libreto da festa com uma citação do Salmo 84 e incluiu duas estrofes de hinos, a primeira de "Nun danket alle Gott", de Martin Rinckart, associada ao Dia da Reforma em Leipzig, como o terceiro movimento e, como último movimento, a estrofe final de "Nun laßt uns Gott dem Herren", de Ludwig Helmbold. Bach compôs uma obra de "magnificência festiva", estruturada em seis movimentos, com uma ária seguindo o refrão de abertura, um par de recitativo e dueto após o primeiro coral. Ele marcou o trabalho para três solistas vocais, um coral de quatro partes e um conjunto instrumental barroco de duas trompas, tímpanos, duas flautas transversais (adicionadas para uma apresentação posterior), dois oboés, cordas e continuo. Ele alcançou uma unidade dentro da estrutura usando as trompas não apenas na abertura, mas também como instrumentos obbligato nos dois corais, pela primeira vez tocando os mesmos motivos.
Bach tocou a cantata novamente, provavelmente em 1730. Mais tarde, reformulou a música do refrão de abertura e um dueto novamente em seu Missa in G major, BWV 236, e a música de uma ária alta em seu Missa in A major, BWV 234.